# Alpina bureschi
Alpina bureschi är en fjärilsart som beskrevs av Zoltan Varga 1975. Alpina bureschi ingår i släktet Alpina och familjen mätare. Inga underarter finns listade i Catalogue of Life.